# Naravna katastrofa
Naravna katastrofa je posledica delovanja naravnega pojava, ki ga označujemo za naravno tveganje (potres, cunami, orkan, poplava, izbruh ognjenika ipd.) in ima izrazito negativne (»katastrofalne«) posledice za človeško skupnost na prizadetem območju.

## Definicija in značilnosti
Splošno sprejeta definicija naravne katastrofe ne obstaja. Najosnovnejši pogoj za opredelitev pojava kot naravno katastrofo je, da povzroči hudo motnjo v človeški skupnosti, po definiciji belgijskega Centra za raziskave epidemiologije katastrof (CRED) pa mora naravna katastrofa povzročiti vsaj 10 človeških smrtnih žrtev in/ali prizadeti še 100 ljudi in/ali pripraviti lokalne oblasti da razglasijo izredno stanje oz. zaprosijo mednarodno skupnost za pomoč. Zadnji pogoj v svoji definiciji upošteva tudi Organizacija združenih narodov - po njej je naravna katastrofa pojav, ki presega zmožnosti skupnosti za odpravo njegovih posledic. Bolj specifična je definicija solidarnostnega sklada Evropske unije, po kateri za »hudo« šteje naravna katastrofa, ki povzroči v neki državi za več kot 3 milijarde evrov ali več kot 0,6 % bruto domačega proizvoda škode. Ker definicija naravne katastrofe vključuje vpliv na človeka, niso vsi siloviti naravni pojavi katastrofe. Orkan, ki se razdivja nad nenaseljenim oceanom, ni naravna katastrofa, je pa bil naravna katastrofa orkan Katrina, ki je leta 2004 prizadel ameriško mesto New Orleans z okolico.
Po definiciji Rdečega križa delimo naravne katastrofe na hidrometeorološke in geofizikalne. V prvi skupini so plazovi, poplave, suše, temperaturni ekstremi, požari, viharji in podobni, v drugi pa potresi in ognjeniški izbruhi.
Glede na to, da osnovna definicija navaja samo hudo motnjo v človeški skupnosti, je lahko kot naravna katastrofa opredeljen tudi pojav, ki ne povzroči neposredne fizične škode. Primer je orkan, ki se iznad oceana bliža obalnemu mestu in oblasti zaradi njega evakuirajo celotno obalno območje, nato pa spremeni smer in se izogne naseljenim delom obale.
Druge bistvene značilnosti naravnih katastrof so, da jih ni moč predvideti ali preprečiti. Za nekatera naravna tveganja sicer poznamo opozorilna znamenja (npr. povečano izhajanje radona iz tal pred potresom), vendar ta niso povsem zanesljiva in po navadi ne dajo dovolj časa za pripravo ali beg. Pogosto je pojav, ki povzroči naravno katastrofo, kratkotrajen (nekaj minut do nekaj ur), odprava posledic pa lahko traja mesece ali leta.

## Pojavnost
V zadnjem stoletju se je število zabeleženih naravnih katastrof v svetu skokovito povečalo. Razlogov za tak trend je več, od sprememb podnebja do velikega povečanja števila ljudi, ki živijo v gosto naseljenih območjih sveta, mnoga od katerih so izpostavljena naravnim tveganjem. Po oceni urada Združenih narodov za zmanjšanje tveganja za naravne katastrofe so ti pojavi leta 2003 prizadeli 254 milijonov ljudi, kar je trikrat več kot leta 1990.

## Nekatere hujše naravne katastrofe
Med hujšimi naravnimi katastrofami v novejši zgodovini so bile:
- poplave v osrednji Kitajski, druga polovica leta 1931; po ocenah med 1,3 in 4 milijoni smrtnih žrtev, več deset milijonov ljudi je bilo prizadetih.
- Ciklon v Bholi, november 1970; ena najsmrtonosnejših naravnih katastrof vseh časov, zaradi njegovih posledic je umrlo skoraj pol milijona ljudi.[6]
- poplave v Mozambiku, 2000; narasle vode so poplavile 1.400 km² kmetijskih površin in zahtevale okrog 800 žrtev.
- vročinski val v Evropi, 2003; zaradi vročine je umrlo okrog 37.500 ljudi, predvsem v Franciji.
- potres v Indijskem oceanu, 26. december 2004; cunami je pustošil po obalah Indijskega oceana in po ocenah zahteval 228.000 žrtev v 13 državah.[7]
- orkan Katrina, avgust 2005; opustošil del obale Mehiškega zaliva v ZDA, predvsem mesto New Orleans.
- potres v Sečuanu, 12. maj 2008; več kot 69.000 žrtev in okrog 350.000 ranjenih, brez domov je ostalo vsaj 5 milijonov ljudi.[8]
- potres na Haitiju, 12. januar 2010; po ocenah med 250.000 in 300.000 smrtnih žrtev, potres je močno poškodoval prestolnico Port-au-Prince.[9]
- potres in cunami v japonski regiji Tohoku, 11. marec 2011; potres pred japonsko obalo, ki je bil med najmočnejšimi potresi v zgodovini natančnih meritev, je sprožil cunami, ki je opustošil obalne predele; po uradnih podatkih je bilo smrtnih žrtev 15.883,[10] škodo pa ocenjujejo na 235 milijard USD, s čimer je to najdražja naravna katastrofa vseh časov.[11]